# Ludmila Škorpilová
Ludmila Škorpilová-Grošová (19. března 1936 Praha – 1. března 2016 Ústí nad Labem) byla česká operní zpěvačka – mezzosopranistka.

## Život
Ludmila Škorpilová se narodila 19. března 1936 v Praze. Abolvovala Střední pedagogickou školu v Praze. Po maturitě studovala zpěv na Pražské konzervatoři u Běly Chalabalové, později pokračovala soukromým studiem u Zdeňka Otavy.
V roce 1959 byla přijata jako sólistka do operního souboru Severočeského divadla v Ústí nad Labem. I když často hostovala v opeře Národního divadla a jiných operních scénách, zůstala ústeckému divadlu věrná po celý život.
Vytvořila zde celou řadu rolí českého i světového repertoáru. (např. Antonín Dvořák: Ježibaba, Káča; Bedřich Smetana: Martinka, Panna Róza, Anežka; Leoš Janáček: Kostelnička; Wolfgang Amadeus Mozart: Donna Elvíra, Cherubín, Dorabella; Gaetano Donizetti: Alžběta v Marii Stuartovně; Giuseppe Verdi: Azucena, Amneris, Ulrika, Eboli; Georges Bizet: Carmen; Richard Strauss: Oktavián; Richard Wagner: Brangäna). Její poslední premiérou byla v roce 1998 Lotinka v Dvořákově opeře Jakobín.
Za celoživotní dílo byla vyznamenána titulem „Zasloužilá umělkyně“.

## Role v Národním divadle v Praze
- Richard Wagner: Tannhäuser (páže, sezona 1955/1956)
- Antonín Dvořák: Rusalka (Čarodějnice, sezona 1959/1960)
- Wolfgang Amadeus Mozart: Figarova svatba (Cherubín, 1960/1961)
- Giacomo Puccini: Madame Butterfly (Suzuki, 1966/1967)
- Bedřich Smetana: Tajemství (Panna Róza, sezona 1980/1981)
- Jiří Pauer: Zuzana Vojířová (Kateřina, sezona 1980/1981)
- Antonín Dvořák: Čert a Káča (Káča, 1982/1983)